# منتخب نيوزيلندا لهوكي الحقل للرجال
منتخب نيوزيلندا الوطني لهوكي الحقل للرجال هو ممثل نيوزيلندا الرسمي في المنافسات الدولية في هوكي الحقل .